# Веселий Кут (Болградський район)
Веселий Кут (у минулому — Село № 10, Алекзюсверт, до 14.11.1945 Париж) — село Теплицької сільської громади у Болградському районі Одеської області, Україна. Засноване свого часу німецькими колоністами.

## Історія
Село засноване в 1816 році. Перші жителі — німці-колоністи — переселенці з території колишнього Герцогства Варшавського, предки яких були вихідцями з Мекленбурга і Померанії. Кожна родина отримала двір площею 1 десятину, довжиною 200—220 м і шириною 55 м, і ділянку землі в 60 десятин. Загальна кількість сімей першопоселенців: 141. Таким чином вже до моменту свого заснування Париж став однією з найбільших німецьких колоній Бессарабії. Перша назва «Степ № 10» було невдовзі замінено на «Алекзюсверт», яке в свою чергу було замінено на Париж — на честь перемоги над Наполеоном. У 1824 році були побудовані перші окремі будівлі школи і молитовного будинку. У 1838 р було розпочато будівництво першої кірхи (розібрана в 1906 г.). Нова кірха побудована в 1903—1905 роках.

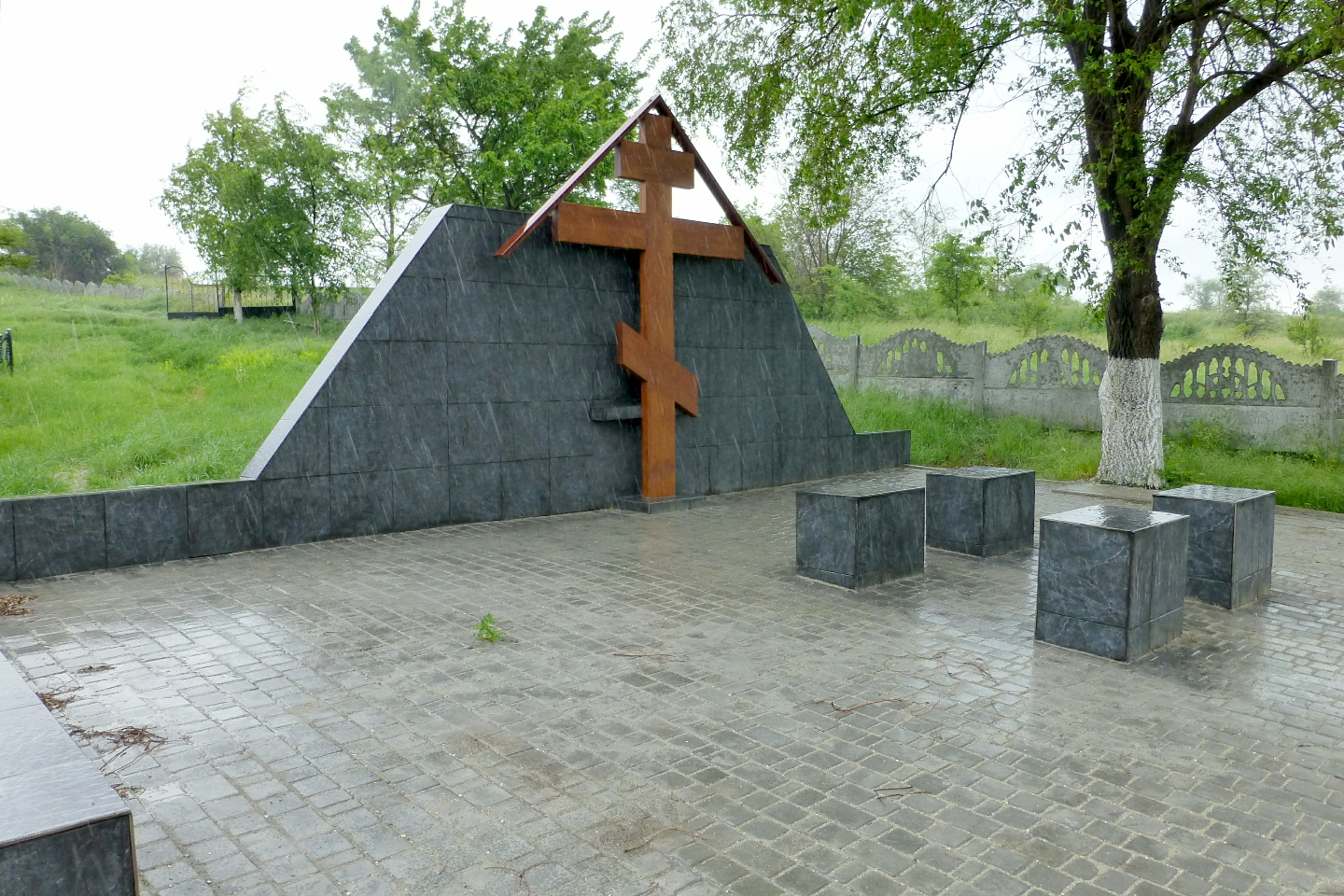
Монумент 200-річчя німецької діаспори в Україні

Станом на 1886 рік у німецькій колонії Париж, центрі Паризької волості Аккерманського повіту Бессарабської губернії, мешкало 2022 особи, налічувалось 187 дворів, існували лютеранська церква, поштова станція та 3 лавки.

## Сьогодення
У 2011 році село відзначило свій 195-річний ювілей. На стадіоні була представлена концертна програма за участю жителів села, нагороджували почесних жителів села пам'ятними подарунками, провели спортивні заходи — футбол, підняття гирі, боротьба, також був проведений розіграш лотереї, увечері в центрі села відбулася святкова дискотека і на честь свята села, у нічному небі, парижани побачили святковий феєрверк.
У 2013 році в селі Веселий Кут проживає 1189 осіб, житловий фонд становить 437 будинків, у школі навчається 112 дітей, 283 пенсіонера, 40 дітей ходять у дитячий садок «Сонечко», працює ФАП, клуб, бібліотека, 7 торгових точок, 21 фермерське господарство. На території Веселокутський сільської ради проживає 14 національностей.
12 червня 2020 року, відповідно до Розпорядження Кабінету Міністрів України від № 724-р «Про визначення адміністративних центрів та затвердження територій територіальних громад Одеської області», увійшло до складу Теплицької сільської територіальної громади.
19 липня 2020 року, в результаті адміністративно-територіальної реформи і ліквідації Арцизького району, село увійшло до складу новоутвореного Болградського району.

## Населення
Згідно з переписом 1989 року населення села становило 2027 осіб, з яких 993 чоловіки та 1034 жінки.
За переписом населення 2001 року в селі мешкали 1742 особи.

### Мова
Розподіл населення за рідною мовою за даними перепису 2001 року:
| Мова       | Відсоток |
| ---------- | -------- |
| російська  | 78,07 %  |
| українська | 16,3 %   |
| грецька    | 3,23 %   |
| гагаузька  | 1,39 %   |
| румунська  | 0,78 %   |
| білоруська | 0,06 %   |
| німецька   | 0,06 %   |

## Символіка

### Герб
Дві геральдичних лілії символізують перших німців — колоністів, які створили своє поселення в 1816 році під назвою Париж, пізніше Алекзюсверт. Свою назву поселення отримало на згадку про визволення Парижа російською армією від наполеонівських військ. Геральдичні лілії є також елементом герба міста Париж. Приблизно в кінці 18 століття відродилося нове поселення Новий Париж, сучасна назва Роща. Геральдичне вістря у вигляді перекинутого трикутника означає один з кутів, з якого виникло село Веселий Кут. Виноград є стародавнім символом родючості і багатства, життєвої сили і радості.